# Roccabruna-Capo Martino
Roccabruna-Capo Martino (in francese Roquebrune-Cap-Martin, in mentonasco Rocabruna) è un comune francese di 12 824 abitanti, situato nel dipartimento delle Alpi Marittime della regione della Provenza-Alpi-Costa Azzurra.

## Geografia fisica
Il territorio del comune di Roccabruna si estende lungo la costa fra il confine con il Principato di Monaco e il torrente Gorbio, che scende dall'omonimo comune. Al centro si protende nel mare con il Capo Martino, che a seconda delle convenzioni può essere visto come l’estremità occidentale della regione geografica italiana.

## Storia
Il territorio ha fatto da sempre parte della Liguria sotto l'impero romano, nel regno longobardo e nel regno d'Italia formatosi con Carlo Magno.
Il "Castello", costruito quando l'area era soggetta ai feudatari di Ventimiglia, si trova situato nella parte alta del vecchio borgo ed è il più vecchio ancora esistente situato in territorio francese (X secolo). Roccabruna fu parte del Principato di Monaco dal XIV secolo fino al 1848, quando si dichiarò (congiuntamente alla vicina Mentone) città libera sotto la presidenza di Carlo Trenca in occasione della prima guerra d'indipendenza italiana.

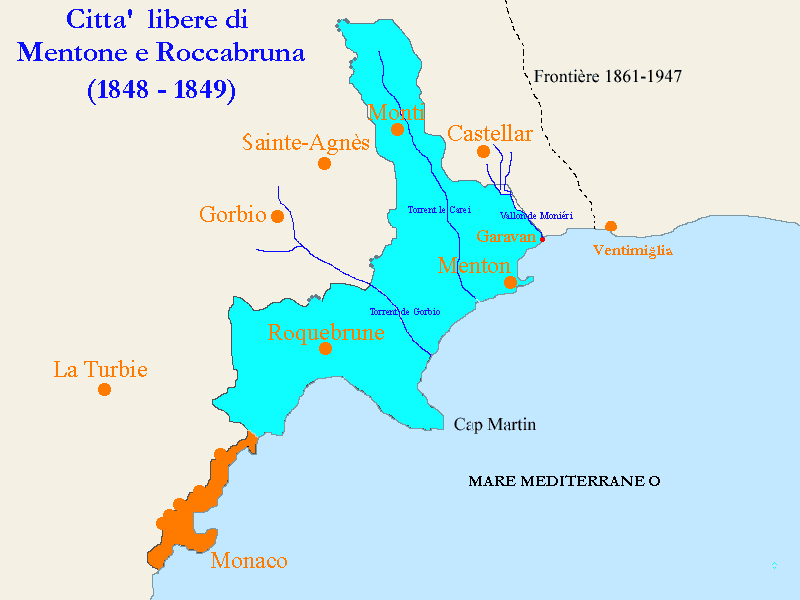
Mappa del territorio delle Città libere di Mentone e Roccabruna (1848 - 1849)

Dopo due anni di relativa "indipendenza" delle Città libere di Mentone e Roccabruna e con un tricolore italiano per bandiera, Roccabruna si mise sotto la protezione del Re di Sardegna. Tra il 1848 e il 1860 una parte della popolazione di Roccabruna e del suo territorio partecipò attivamente agli ideali del Risorgimento italiano, favorendo l'unione all'Italia sotto i Savoia. Ma nel 1860 la città fu annessa alla Francia in seguito a un plebiscito, molto contestato dal nizzardo Giuseppe Garibaldi, e l'imperatore Napoleone III ricomprò Mentone e Roccabruna, per quattro milioni di franchi-oro, dal principe Carlo III di Monaco. Da allora la cittadina è stata chiamata con il nome francese Roquebrune, salvo che nel brevissimo periodo di occupazione italiana durante la seconda guerra mondiale.

### Simboli
Lo stemma del comune di Roccabruna si blasona:

## Monumenti e luoghi d'interesse
- Chiesa di Santa Margherita
- Castello, costruito da Corrado I di Ventimiglia alla fine del X secolo; il suo dongione è il più antico di tutta la Francia.
- Cabanon, edificio residenziale progettato dall'architetto svizzero-francese Le Corbusier.

## Società

### Evoluzione demografica
Abitanti censiti

### Lingue e dialetti
Linguisticamente il roccabrunasco fa parte della Terra mentonasca (Païs Mentounasc), area culturale dove si parla il mentonasco, idioma ligure con influenze occitane.

## Cultura di massa
Emilio di Roccabruna, signore di Ventimiglia, è il Corsaro Nero nei romanzi Il Corsaro Nero e La regina dei Caraibi di Emilio Salgari.

## Sport
Nella località di Roquebrune-Cap-Martin si trova il Monte Carlo Country Club, sede del Masters di Monte-Carlo che si svolge ogni anno ad aprile.

## Trasporti
Roquebrune-Cap-Martin è servita dall'omonima stazione della linea Marsiglia-Ventimiglia, la cui apertura all'esercizio avvenne nel 1869. All'uscita orientale del tunnel di Monaco, tra le stazioni di Monaco-Monte-Carlo e Cap-Martin-Roquebrune vi è la fermata Monte-Carlo-Country-Club, operativa esclusivamente in occasione dei tornei dei Masters di Monte-Carlo; la fermata ha la particolarità di avere una sola banchina laterale, in direzione Marsiglia.

## Galleria d'immagini

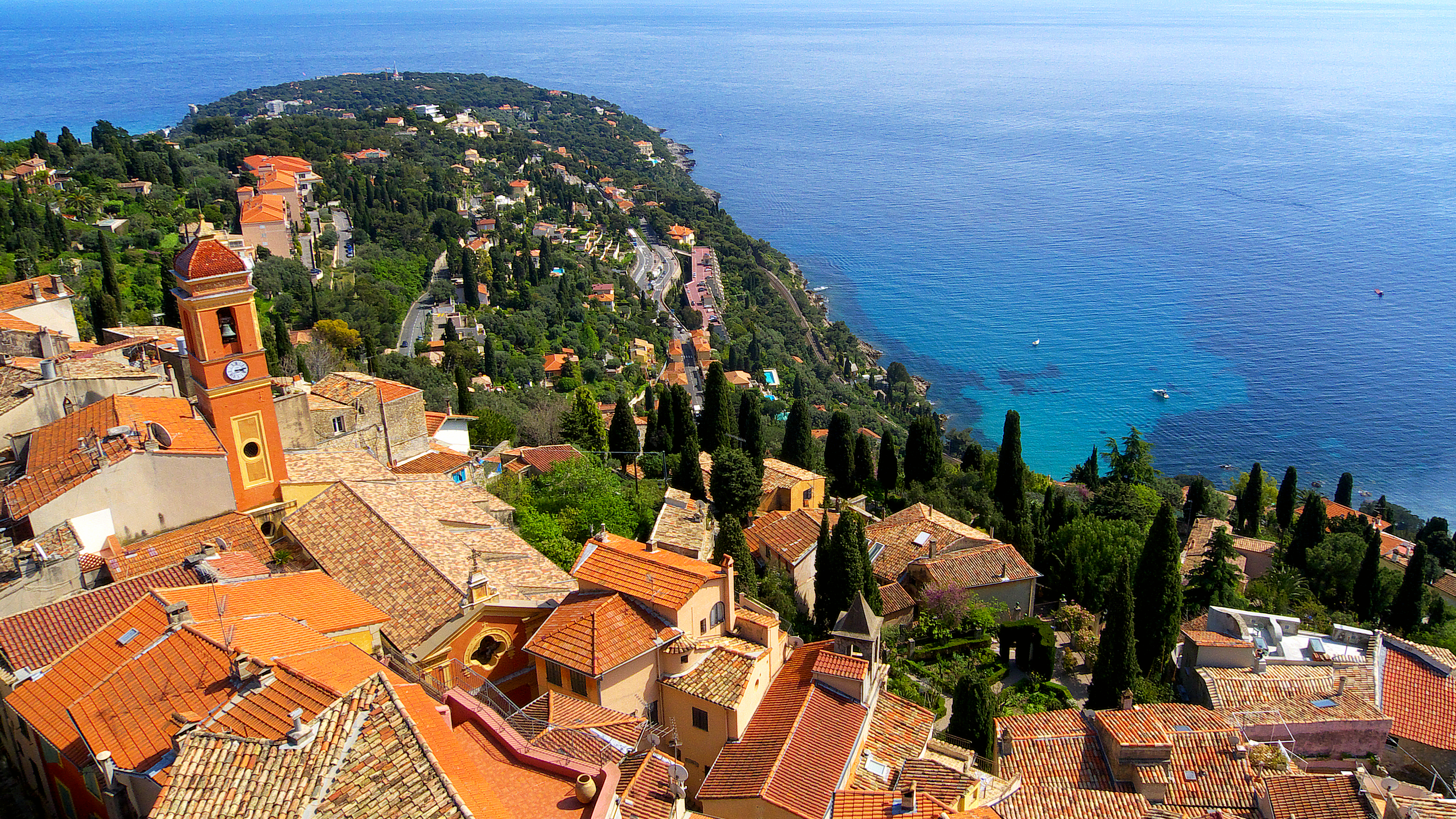
Vista di Roccabruna sul mare
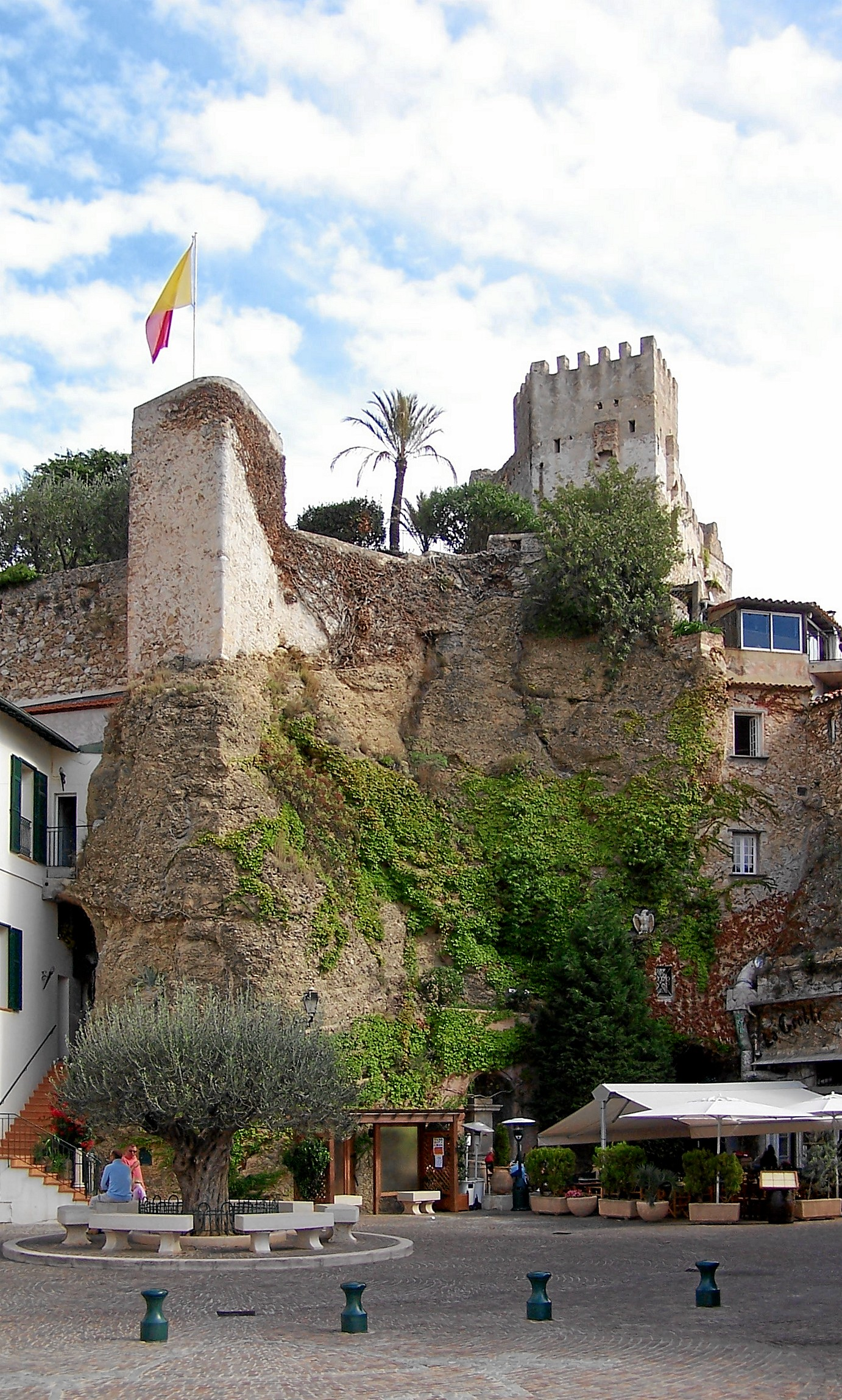
La piazza di Roccabruna
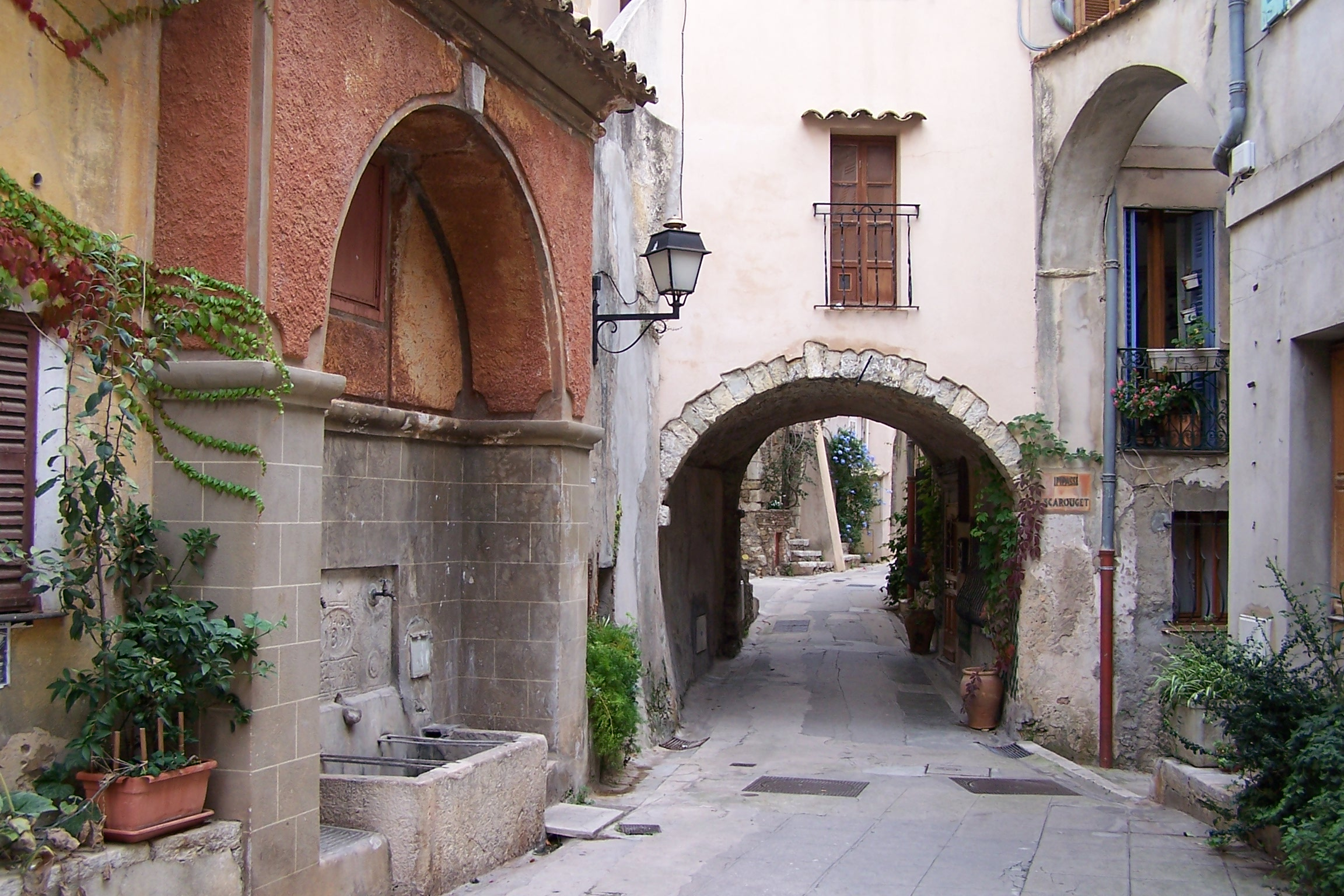
Una via della città
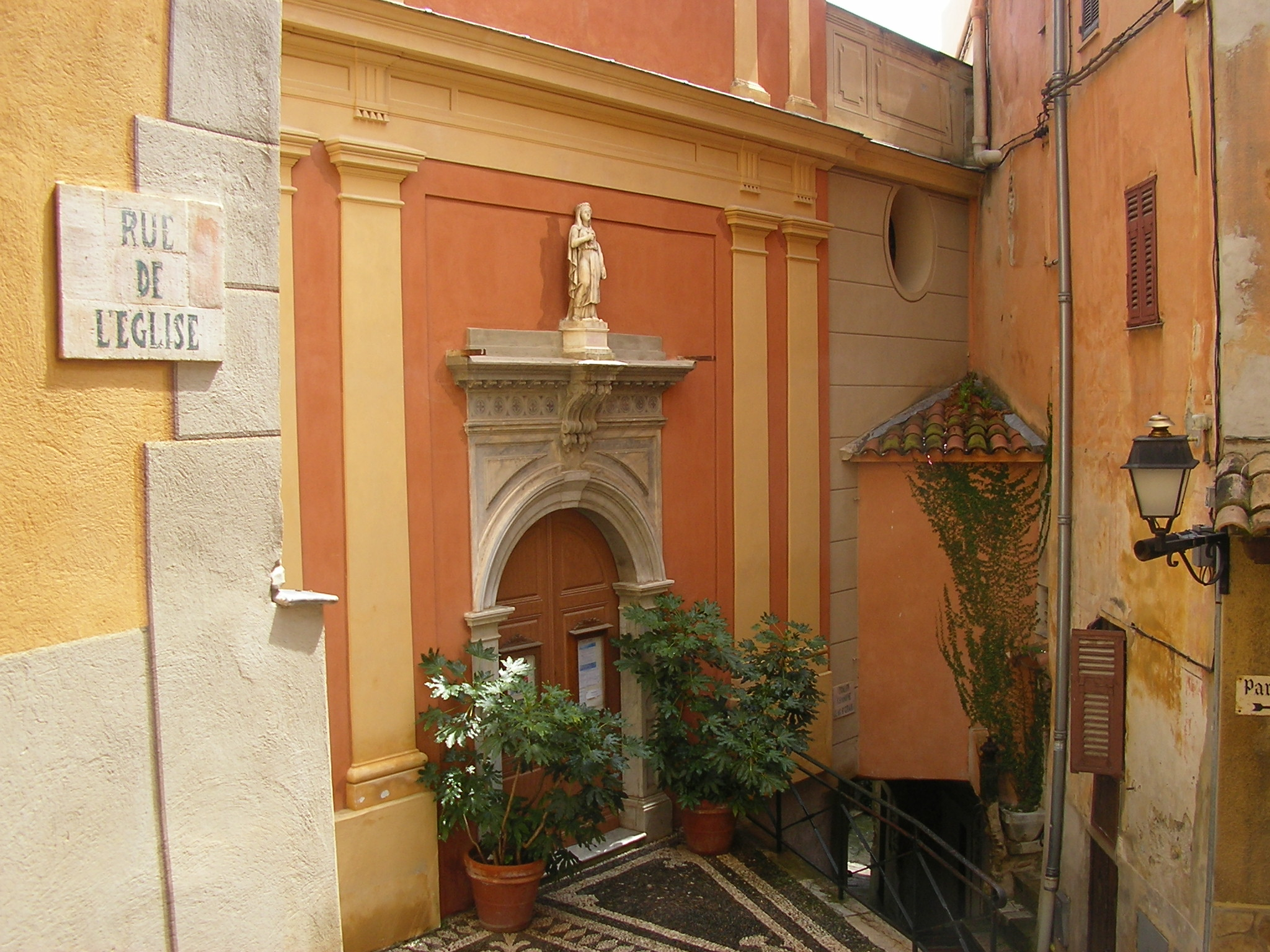
Place de l'Eglise
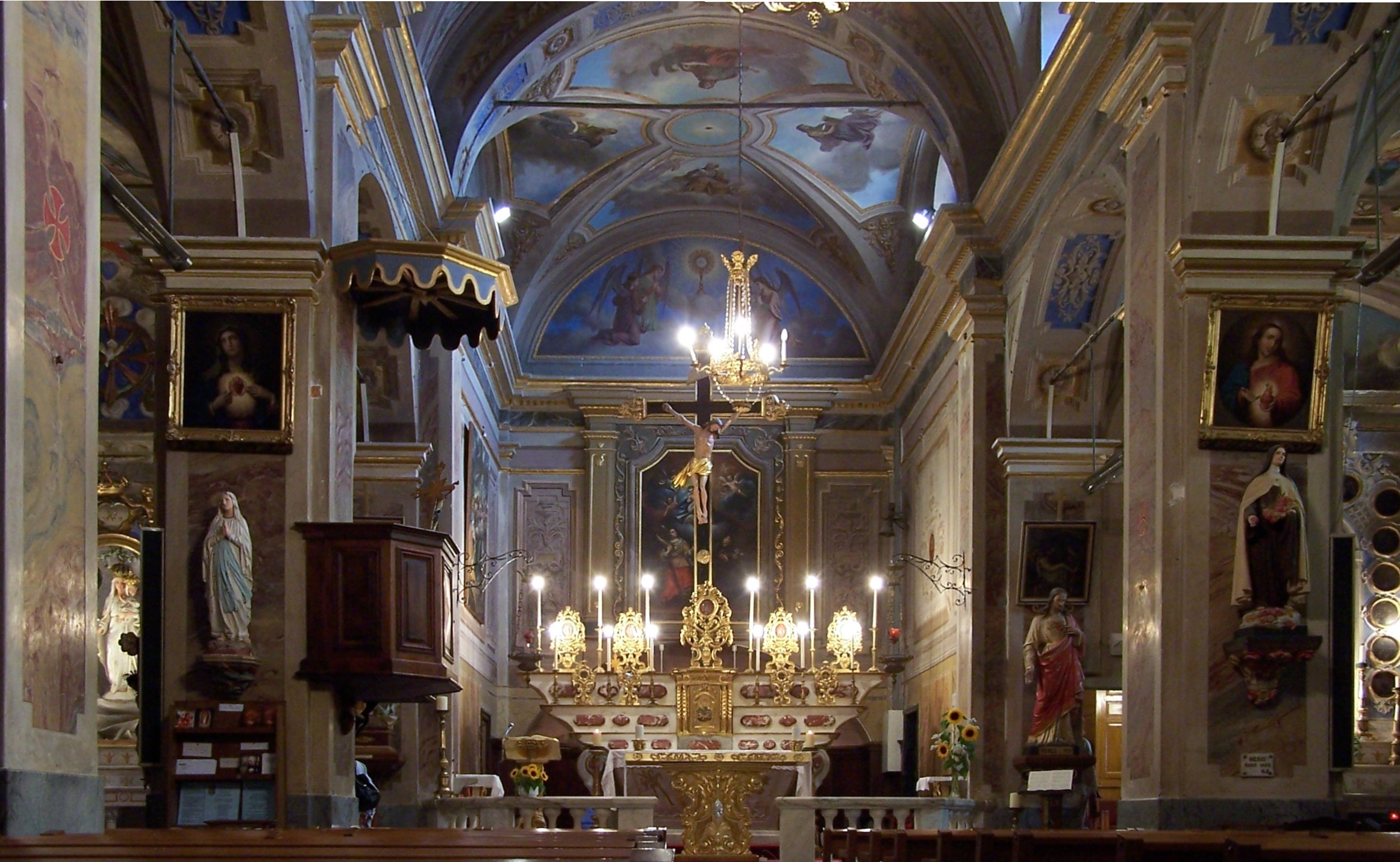
L'interno della chiesa della città
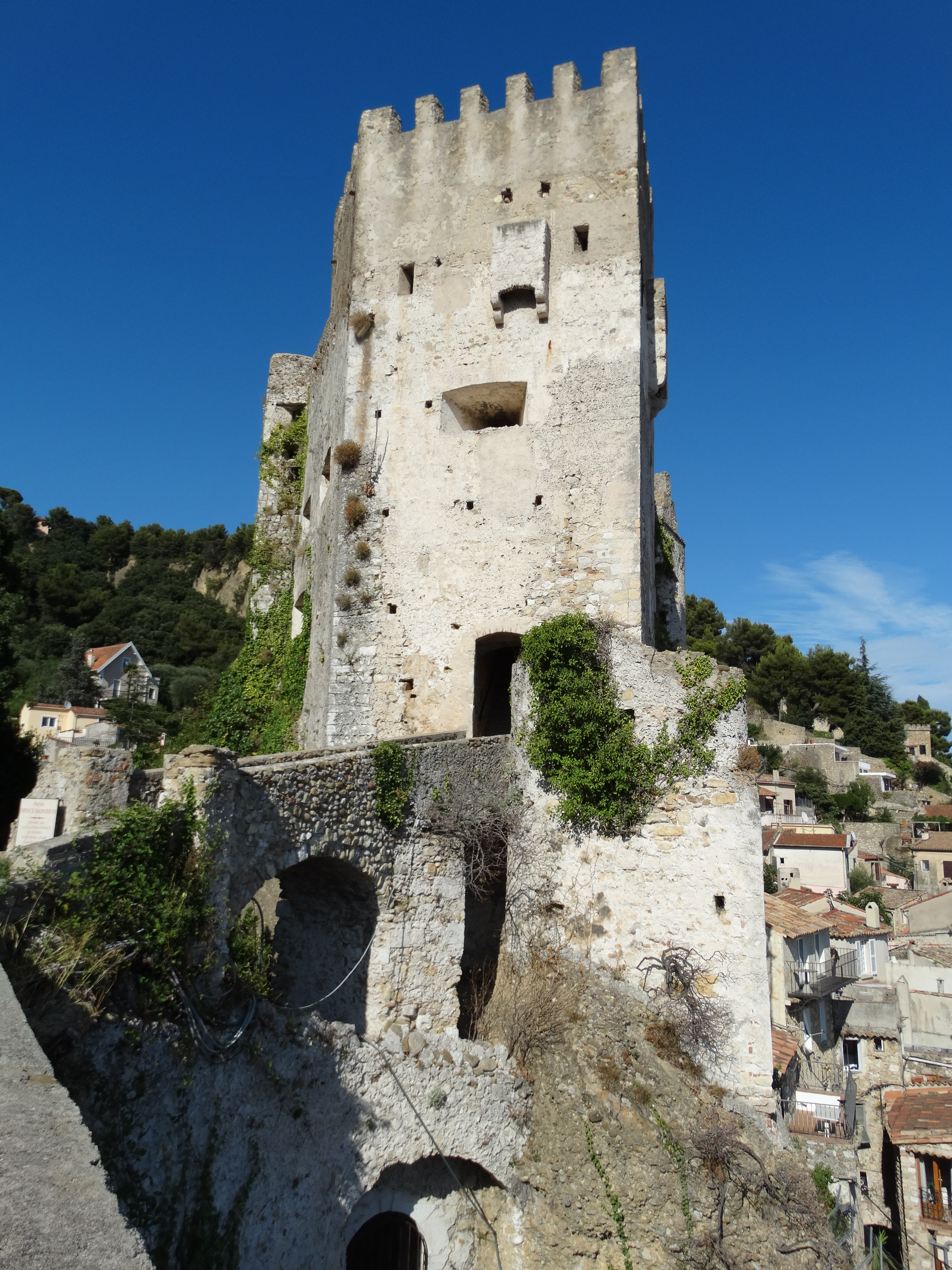
La torre principale del castello
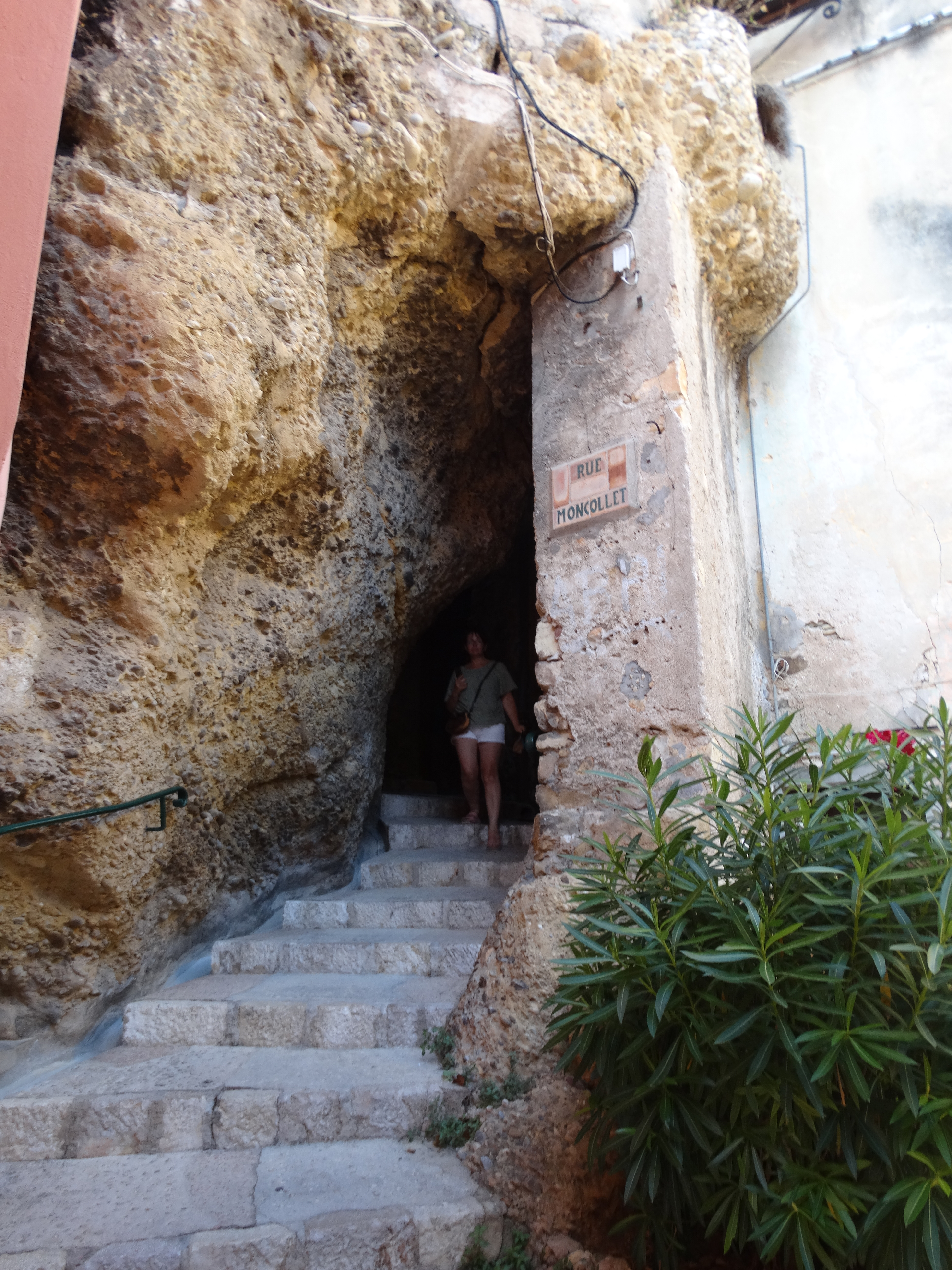
La strada delle caverne a Roccabruna
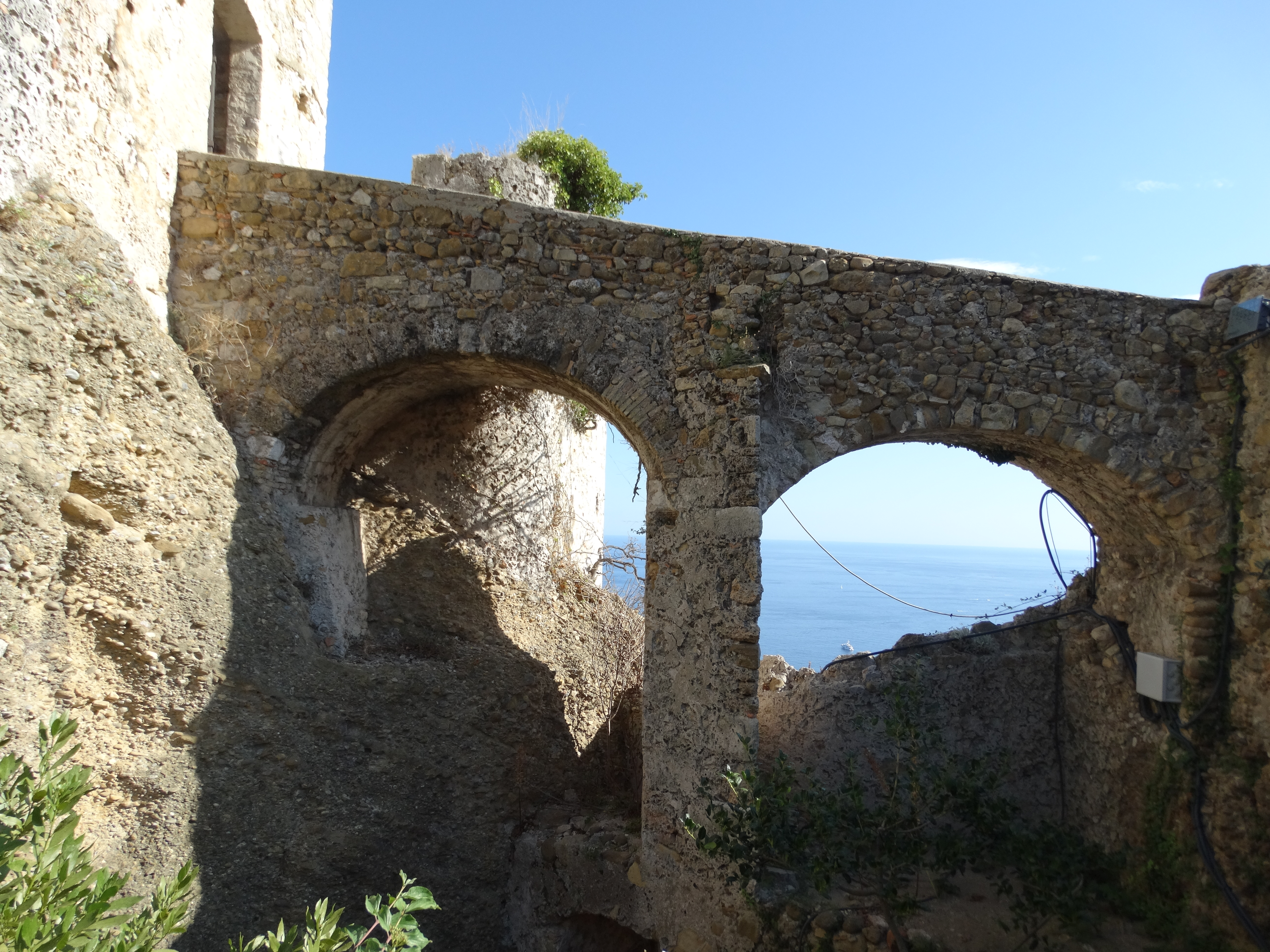
Ponte al castello